# Echinopterys eglandulosa
Echinopterys eglandulosa är en tvåhjärtbladig växtart som först beskrevs av Adrien Henri Laurent de Jussieu, och fick sitt nu gällande namn av John Kunkel Small. Echinopterys eglandulosa ingår i släktet Echinopterys och familjen Malpighiaceae. Inga underarter finns listade i Catalogue of Life.